# اتحادیه دانشگاه‌های جهان اسلام
اتحادیه دانشگاه‌های جهان اسلام یا FUIW (به انگلیسی: Federation of the universities of the Islamic world) سازمانی است جهانی که به آیسسکو وابسته است.
هدف این سازمان پشتیبانی از دانشگاه‌ها و مراکز آموزش عالی کشورهای اسلامی و برقرار ارتباط میان آنهاست.